# Гуљелмо Пјетро I од Вентимиље
Гуљелмо Пјетро I, гроф од Вентимиље (итал. Guglielmo Pietro I di Ventimiglia; 1230. – пре новембра 1283.) је био италијански политичар и војник, син Гуљелма II, господара града Вентимиље до споразума са Ђеновом од 30. јула 1249. године.

## Биографија

### Медитеранска шаховска табла
Уговором из 1249. године – између Ђенове и грофова Вентимиље – призната је висока доминација поморске републике над градом Вентимиљом, али и реституција градске палате-тврђаве грофовима, док су стричеви Емануеле – капетан Гибелинског Парса из Вентимиље – и Оберто, уступили своја права на град тек 1251. и 1255. године.
Гроф Гуљелмо Пјетро I је - након очеве смрти 1256. године - задржао у сваком случају, као вазал Ђенове, округе и тврђаве Рокабруна, Саинте-Агнес, Кодолис, Горбио, Кастеллар, Тенда, Брига, Кастиглионе, Ла Меноур, Куоус и Вал Лантоскуе . Оберто Вентимиља - а потом и његов син БонифацијЕ - одржавају контролу над комитетом у Бусани; рођаци, потомци Хенрија, стрица Виљема IV, комитет Маро - то јест, велики део бискупског округа Албенга, као и сродни феуд црквених десетина.
Гроф Гуљелмо Пјетро I, његов брат Пјетро Балбо и његови рођаци Ђорђо и Бонифацијe су склопили савез са Ђеновом 1254. године. 30. септембра 1259. године, дошло је до размене са његовим братом Пјетром Балбом и општином Тенда. У јулу 1261, Вилијам Петар је послат међу команданте ђеновешке флоте која је окончала Латинско царство у Цариграду и наметнула цара Михаила VIII Палеолога на престо, након Нимфејског уговора. Цар Михаило VIII је из законитог наслеђа елиминисао цара Јована IV Ласкариса, цара Никеје, који је био ослепљен и свргнут са престола свог оца. Истог дана када су Византинци и Ђеновљани ушли у Цариград – 25. јула – гроф Вилијам Петар је прославио своју женидбу са принцезом Евдоксијом Ласкарис – сестром цара Јована IV – која тада није имала више од тринаест година.
Гроф Вилијам Петар I, вероватно у марту 1261. године, ослобођен је из затвора цара Михаила VIII Палеолога, након преговора са Ђеновом – о којима се говори у императорској посланици Републици – и у тачки 14. Нимфејског уговора, који је изричито предвиђао ослобађање ђеновљанских затвореника држаних у грчким затворима. Претпоставља се да је затварање грофа од Вентимиље – које датира из „времена рата“ у Михаиловој посланици – почело  је крајем јесени 1259. године, када је војска кнеза Вилијама II од Вилардуена, кнеза од Ахаје, поражена од царства у бици код Пелагоније, у Македонији. У ствари, латинска војска је укључивала контингент од 400 'копља' које је послао швапски краљ Манфред, заинтересован за проширење својих поседа на Кефалонију и Епир. Хипотеза је веродостојна, пошто је владавина краља Манфреда, као што ћемо боље приметити са огранком Вентимиље дел Маро, била појачана 'хорским' присуством грофова Вентимиље, крвних сродника сицилијанског владара. Штавише, документ из 1258. – који је сада изгубљен, али га цитирају историчари из седамнаестог века – сведочи да је гроф Гуљелм Пјетро I био на двору краља Манфреда Швапског, као сведок именовања генералног викара Сицилије, заједничке општине Федерика Лансије.
Уговор из Нимфеја ставио је византијском цару на располагање у скужбу оружану  педесет ђеновљанских галија на месец дана годишње - на рачун Грка - у замену за велике комерцијалне и јурисдикцијске привилегије, а град и лука Смирна су припали Ђеновљанима. , бивши венецијански замак у Цариграду и плаћање годишњег данка од 560 хиперперија. Индустрији бродоградње у Ђенови су биле потребне западне шуме које су контролисали грофови Вентимиља и Маро, као и огромне залихе жита које су набављали са Сицилије. Уопштено говорећи, подршка ђеновљанских владара грофу Гуљелму Пјетру I – и његовом браку са порфирогенитком Евдоксијом – била је део политике приближавања гибелинским позицијама које је заступао краљ Манфред Швапски, како би се супротставио анжујском притиску на границе Запад. Политика која ће се развијати до Вечерњег рата, где ће Вентимиље наставити да играју важну улогу. У ствари, гроф је ослобођен из грчких затвора, а уговорен је брак са Еудоксијом Ласкарис, укључујући богате поклоне и мираз од двадесет хиљада хиперпера за грофа Вилијама Петра I.

### Савез са Хоенштауфенима и краљем Алфонсом X од Кастиље
Брак грофа Вилијама Петра I са наследницом права на Источно Римско царство ставио је грофа од Вентимиље у центар замршене дипломатске игре, где је Вентимиља преузео улогу представника кастиљанских интереса, краља Алфонса X . Кастиљски суверен, изабран за краља Римљана, тежио је царској круни као потомак Беатриче Швапске и Фридриха II Швапског, и Вентимиље су фаворизовали његове дипломатске и војне завере да се супротставе анжујској хегемонији у Лигурији и Пијемонту.
Нотарски протокол из 1264. године нас обавештава да је гроф Гуљелмо Пјетро I, у Ђенови, прикупљао средства и био јемац за отплату зајмова ђеновљанских банкара кастиљанском суверену, посебно за 589 дуплона (2344 златних геновина). Уго Венто – из вазалне породице грофова Вентимиље за замкове Ментоне и Рокабруна – истовремено је именован за великог адмирала Краљевине Кастиље. Уговор о размени између грофа Гуљелма Пјетра I – уз подршку његовог партнера Боргоњоне Ембријација – и партнера Израела Ђакома Вента и Бартолина Силвања датира од 31. марта 1268. године, у којем гроф од Вентимиље изјављује да је примио 600 ђеновљанских лира и обавезује се да ће платити Мурсија 3600 безанта, уз клаузулу плаћања додатних 5 дениера и 6 дениера ЂеновI за сваки безант који није враћен у Шпанију. Акт је интересантан јер доказује везу између грофова Вентимиље и патрицијске куће Ембријаци – трговаца вуном и феудалаца у Светој земљи. Као и код Вента, као што су Ембријаци, Дорија, Кастро и Спинола, који припадају клану-хотел Делла Волта, који су сачињавале породице које потичу од Висконтија из Ђенове, доминантне, током већег дела 12.-13. века, Ђеновљанска Компагна и комерцијалну и банкарску делатност ове републике.
Још 1271. године, гроф Вилијам Петар I је деловао као посредник између Византије, заинтересован да се супротстави циљевима краља Карла I Анжујског на Цариград, и Краљевине Кастиље, где ће његова ћерка Ватаца ускоро наследити ове службе. Око јуна-јула 1271. године, краљ Алфонсо X је имао циљ да се ратификује уговор о савезу са Лангобардима, као и да се дефинише признање иберијског суверена као новог цара. У замену, краљ Алфонсо X је обећао да ће послати - до марта 1272. - хиљаду војника да подрже војне операције Гибелина. Уговор је одобрен свечаном јавном церемонијом - који вероватно није био непознат Хенрију II Вентимиља дел Маро, рођак грофа Гуљелма Пјетра I и шеф ломбардске делегације. Ломбардске заједнице спремале су се да предложе своје представнике, који су последњег дана јула отпутовали у Кастиљу, са циљем да се закуну на лојалност краљу Алфонсу X. Делегати које је изабрала општина Павија били су судија Лауренго де Буцентаури и Галтероне. Док су за оне прогнанике - Делови споља општине у којима су доминирали проанжујски гвелфи - отишли: Буосо из Доваре за Кремону, Убертино Ланди за Пјаченцу, Ђакомо Тавернерио за Парму, Ђакомо Тизоне за Верчелија, Рибалдо Гарноне за Тортону, Торело Торнијели за Новару, као и представник народа Лоди.

### Реорганизација округа Вентимиља и Тенда
Дана 30. септембра 1274. године - у замку Сан Гиоргио ди Саоргио - браћа Пиетро Балбо и Гуљелмо Пиетро I дефинисали су судску управу са општином Бриг. Општина Мондови је 23. фебруара 1276. склопила савез са господарима Бовице, обавезујући се да ће бранити свој замак, такође у име грофова Вентимиље, маркиза од Монферата, Салуца и Чева, породица Павије, Астија и Ђенове. Године 1276. Пиетро Балбо ди Вентимиглиа, гроф од Лимонеа, овластио је људе тог места да објављују статуте. Дана 15. јуна 1276, Ђакомо Спинола, послат као викар на Ривијеру ди Поненте да настави рат против краља Карла I Анжујског, наређује Пјетру Балбу и Оберту, грофовима од Вентимиље, и подесту и господару Ормее, под казном од 500 фунти. геновине, да не спречава људе и стоку, који припадају монахињама С. Мариа де Поглиола на територији Мороца, да слободно користе пашњаке у Алпима тог места.
Градоначелници Андоре и Онеље, Ингето ди Негро и Николо Спинола, објављују саопштење Подеста и капетана Ђенове према којем - грофови Вентимиље истрајавају у неиспуњавању клаузула мира, а посебно у невраћању замкова Бриге и Кастиљонеа – сами рачуни ће бити забрањени, тако да људи из Андоре и Онеглие неће морати да их подржавају на било који начин.)
Пјетро Балбо, такође у име свог брата и нећака Гуљелма VIII Вентимиље, 17. марта 1278. године, уговорио је мир са сенешалом Провансе који је представљао краља Карла I Анжујског. Осам дана касније, 25. марта, краљ Карло I Анжујски је писао сенешалу Провансе Гуљелму де Алнету, дајући му овлашћење да се суочи са свим трошковима и постави било коју цену да Пјетро Балбо буде гроф Вентимиље, жив или мртав.
Дана 21. августа 1278. године, Пјетро Балбо, гроф од Вентимиље и Филипо деи Гасталди, агент општине Кунео, потписали су мир са следећим споразумима: да од сада треба да постоји мир и братство између поменутог Пјетра Балба - и за мушкарце округа Вентимиља, становника у местима Тенда, Брига, Саоргио, Бреглио, Пигна, Рокхета, Кастеларо, Бусана, Лимоне и Вернанте - и општине Кунео, тако да је једна страна морала да пружи помоћ другој, осим против народа Асти, краља Сицилије, његовог сина, принца од Салерна, њихових наследника на селу Провансе и Ђеновљана. Да ако је потребно ратовати, речени гроф је био дужан да обезбеди осамдесет самострелаца за сваку годину у служби народа Кунео, народ Кунео би исто учинио и у погледу наведених грофова и грофа Вентимиље, шаљући 80 војника, плаћени 15 дана, уз обавезу повећања броја кад год је потребно. Општина Мондови даје гаранцију. У Кунеу. Дана 5. октобра 1281. дошло је до знака мира који је уследио између грофова Вентимиље и Грималдија.
Грофови Гуљелмо Пјетро I и Пјетро Балбо су 20. августа 1282. дефинисали неке области територијалног утицаја унутар округа. Гроф Вилијам Питер I је 9. јуна 1283. склопио споразум са општином Бриг о експлоатацији шума. Гуљелмо Пјетро I, гроф од Вентимиље, умро је пре новембра 1283. године.

## Потомство
Гроф Вилијам Петар I и грофица Евдоксија Ласкарис су имали неколико деце:
- Ђовани I, познат као Ласкарис као наследник права на Источно царство, гроф од Вентимиље, Вал Лантоске, Тенде, Лимонеа, Вернантеа и Бусане;
- Ђакомо, гроф од Вентимиље;
- Отон, бискуп Вентимиље;
- Беатриче, која се удала за Гуљелма ди Монкаду, сина Раимонда, господара Фраге. Монкада се оженио са Беатриче ди Вентимиља – у присуству грофице Евдоксије и краља Переа III – са огромним миразом од хиљаду и пет стотина марака сребра, уговорима од 13. априла 1282. и 1. јуна 1282., гарантујући њену вредност са градом, замком и луком. Тортоса, у њиховом власништву.[11]
- Ватаца;
- Лукреција;
- Виоланта, дама од Форададе, Кампа, Навара и Паларуела, била је супруга Ксимена Корнела и друга жена Гуљелма грофа од Рибагорзе, оснивајући династију Ласкарис/Ласкорз од Рибагорзе.[12]